# 12 Dywizja Piechoty (austro-węgierska)
12 Dywizja Piechoty (XII. Inf.-Truppen-Div., 12. Inf.-Trup.-Div., 12. ITDiv.) – wielka jednostka piechoty cesarskiej i królewskiej Armii (tzw. „polska dywizja”, złożona z rdzennie polskich pułków – krakowskiego (13), tarnowskiego (57), wadowickiego (56) i częściowo z Rusinami (Łemkami) zmieszanego sądeckiego (20) pp).
Dywizja wchodziła w skład 1 Korpusu. We wrześniu 1917 do oddziałów 12 DP wcieleni zostali żołnierze z rozformowanych pułków I i III Brygady Legionów Polskich.

## Struktura organizacyjna
Organizacja wojenna 12 DP we wrześniu 1914
- c. i k. Komenda 12 Dywizji Piechoty
- 23 Brygada Piechoty (23. IBrig.)
  - Pułk Piechoty Nr 3 (bez 1. i 4. batalionów)
  - Pułk Piechoty Nr 56 (4 baony)
  - Pułk Piechoty Nr 100 (3 baony)

- 24 Brygada Piechoty (24. IBrig.)
  - Pułk Piechoty Nr 20 (3 baony) - płk Stanisław Puchalski
  - Pułk Piechoty Nr 57 (3 baony) - płk Juliusz Bijak
  - Batalion Strzelców Polnych Nr 5

- 12 Brygada Artylerii Polowej (przemianowana 1 Brygada Artylerii Polowej)
  - Pułk Armat Polowych Nr 1
  - 2. dywizjon Pułku Haubic Polowych Nr 1

- Dywizjon Kawalerii (3 i 4 szwadron 4 Pułku Ułanów Obrony Krajowej)
- 1. kompania Batalionu Pionierów Nr 10
- 5. kompania Batalionu Saperów Nr 1

Działania 12 Dywizji Piechoty w początkach I wojny światowej zostały opisana w pamiętnikach gen.Tadeusza Rozwadowskiego

## Kadra dywizji
Komendanci dywizji
- GM / FML Albert Knebel von Treuenschwert (1871[3][4])
- FML Heinrich Moritz von Attems-Heiligenkreuz(inne języki) (1905 – 1907)
- FML Aleksander Szaszkiewicz (1907 – 1 XI 1909 → urlopowany)
- FML Eduard von Böhm-Ermolli (1909 – 1911 → komendant 1 Korpusu)
- FML Karl Georg Huyn (1911 – 1912 → generalny inspektor kawalerii)
- FML Franz Moritz Kasimir Kuhn von Kuhnenfeld (1912 – 1913)
- FML Paul Kestřanek vel Kestranek vel Kestrzanek (1913 – XI 1915)
- GM / FML Alfred von Hinke (XI 1915 – I 1917[5] )
- GM / FML Stanisław Puchalski (II 1917 – VIII 1918[5] )
- GdI Karl Waitzendorfer (IX – XI 1918[5] )

Komendanci 23 Brygady Piechoty
- GM Richard Novak (1911 – 1912)
- płk Emil Gołogórski (IV – VII 1912)
- GM Mieczysław Zaleski (VII 1912 – XI 1914 → komendant 89 Brygady Piechoty Obrony Krajowej)
- GM Rudolf Metz von Spondalunga (1915 – IX 1916 → komendant 11 Dywizji Piechoty)
- płk Franciszek Latinik (1917 → komendant 8 Brygady Piechoty)
- płk Karol Olbracht Austriacki (1917 – 1918)

Komendanci 24 Brygady Piechoty
- GM Rajmund Baczyński (IV 1911 – 1 I 1913 → stan spoczynku)
- GM Godwin Karl Alexander Arthur Paul von Lilienhoff und Adelstein (1912 – 1914)
- GM Stanisław Puchalski (IX 1914 – I 1916)
- płk Johann Schubert von Drinawehr (1916 – 1917 → komendant Stacji Wojskowej Jarosław)
- płk Johann Hostasch (1918)

Komendanci 12 Brygady Artylerii Polowej
- GM Tadeusz Rozwadowski (VIII 1914 – V 1915 → komendant 43 Dywizji Piechoty Obrony Krajowej)
- GM Rudolf Andersch (1917)